# Aršin
Aršin (in russo аршин?) è in nome di un'antica unità di misura di lunghezza usata nell'Impero russo, nei Balcani e nell'impero ottomano prima dell'introduzione del sistema metrico decimale.

## Storia
Il termine, di origine persiana, aveva il significato di «cubito»; entrò nella lingua russa attraverso il tataro e fu adoperata nell'impero russo per indicare l'unità di misura di lunghezza nel XVI secolo. Nel XVIII secolo Pietro il grande ne fissò il valore a 28 pollici anglosassoni, corrispondenti quindi a 71,12 cm del sistema metrico decimale. Col il "Regolamento sui pesi e misure" del 4 giugno 1899, l'aršin fu definita ufficialmente la misura di lunghezza basale dell'impero russo. Fu abrogata ufficialmente dallo stato sovietico nel 1928.
In Bulgaria corrispondeva a 75,8 cm; in Turchia a 68,58 cm.